# Gran Premio motociclistico di Spagna 1990
Il Gran Premio motociclistico di Spagna 1990 fu il terzo appuntamento del motomondiale 1990.
Si svolse il 6 maggio 1990 sul circuito di Jerez de la Frontera e registrò la vittoria di Wayne Gardner nella classe 500, di John Kocinski nella classe 250 e di Jorge Martínez nella classe 125. Nella gara dei sidecar si è imposto l'equipaggio Steve Webster/Gavin Simmons.

## Classe 500
Anche in questa prova fu molto ridotto il numero dei partenti, solo 17, di cui solo 15 hanno tagliato il traguardo. Si è imposto l'australiano Wayne Gardner davanti al capoclassifica provvisorio, lo statunitense Wayne Rainey e all'altro statunitense Kevin Schwantz.

### Arrivati al traguardo
| Pos. | Pilota               | Moto   | Tempo     | Griglia | Punti |
| ---- | -------------------- | ------ | --------- | ------- | ----- |
| 1    | Wayne Gardner        | Honda  | 52.58.021 | 3       | 20    |
| 2    | Wayne Rainey         | Yamaha | 53.05.328 | 2       | 17    |
| 3    | Kevin Schwantz       | Suzuki | 53.20.109 | 6       | 15    |
| 4    | Michael Doohan       | Honda  | 53.26.750 | 1       | 13    |
| 5    | Pierfrancesco Chili  | Honda  | 53.38.941 | 5       | 11    |
| 6    | Sito Pons            | Honda  | 54.05.178 | 7       | 10    |
| 7    | Christian Sarron     | Yamaha | 54.10.226 | 4       | 9     |
| 8    | Niall Mackenzie      | Suzuki | 54.11.281 | 8       | 8     |
| 9    | Juan Garriga         | Yamaha | 54.23.381 | 9       | 7     |
| 10   | Jean-Philippe Ruggia | Yamaha | 54.32.416 | 10      | 6     |
| 11   | Eddie Laycock        | Honda  | 1 giro    | 15      | 5     |
| 12   | Nicholas Schmassmann | Honda  | 2 giri    | 16      | 4     |
| 13   | Cees Doorakkers      | Honda  | 2 giri    | 18      | 3     |
| 14   | Andreas Leuthe       | Honda  | 2 giri    | 17      | 2     |
| 15   | Hans-Jürg Butz       | Honda  | 3 giri    | 19      | 1     |

### Ritirati
| Pilota           | Moto   | Motivo | Griglia |
| ---------------- | ------ | ------ | ------- |
| Vittorio Scatola | Paton  |        | 14      |
| Alex Barros      | Cagiva |        | 11      |

### Non partiti
| Pilota       | Moto   | Motivo | Griglia |
| ------------ | ------ | ------ | ------- |
| Randy Mamola | Cagiva |        | 13      |
| Ron Haslam   | Cagiva |        | 12      |

## Classe 250

### Arrivati al traguardo
| Pos. | Pilota             | Moto    | Tempo     | Griglia | Punti |
| ---- | ------------------ | ------- | --------- | ------- | ----- |
| 1    | John Kocinski      | Yamaha  | 44.27.789 | 3       | 20    |
| 2    | Luca Cadalora      | Yamaha  | 44.27.998 | 2       | 17    |
| 3    | Helmut Bradl       | Honda   | 44.34.945 | 1       | 15    |
| 4    | Carlos Cardús      | Honda   | 44.43.704 | 8       | 13    |
| 5    | Martin Wimmer      | Aprilia | 45.04.295 | 6       | 11    |
| 6    | Jochen Schmid      | Honda   | 45.09.375 | 15      | 10    |
| 7    | Àlex Crivillé      | Yamaha  | 45.22.556 | 10      | 9     |
| 8    | Adrien Morillas    | Aprilia | 45.26.625 | 22      | 8     |
| 9    | Didier de Radiguès | Aprilia | 45.27.024 | 14      | 7     |
| 10   | Renzo Colleoni     | Aprilia | 45.33.940 | 11      | 6     |
| 11   | Alberto Rota       | Aprilia | 45.41.803 | 24      | 5     |
| 12   | Andreas Preining   | Aprilia | 45.44.521 | 16      | 4     |
| 13   | Loris Reggiani     | Aprilia | 45.44.911 | 17      | 3     |
| 14   | Paolo Casoli       | Yamaha  | 45.45.720 | 18      | 2     |
| 15   | Bernard Haenggeli  | Aprilia | 45.57.485 | 20      | 1     |
| 16   | Erich Neumair      | Yamaha  | 46.03.913 | 23      |       |
| 17   | Alain Bronec       | Aprilia | 46.16.299 | 32      |       |
| 18   | Jean Foray         | Yamaha  | 46.18.233 | 33      |       |
| 19   | José Barresi       | Yamaha  | 46.22.053 | 29      |       |
| 20   | Urs Jücker         | Yamaha  | 46.25.828 | 30      |       |
| 21   | Darren Milner      | Aprilia | 1 giro    | 35      |       |
| 22   | Wilco Zeelenberg   | Honda   | 2 giri    | 5       |       |
| 23   | Marcellino Lucchi  | Aprilia | 2 giri    | 19      |       |

### Ritirati
| Pilota           | Moto     | Motivo | Griglia |
| ---------------- | -------- | ------ | ------- |
| Masahiro Shimizu | Honda    |        | 9       |
| Andrea Borgonovo | Aprilia  |        | 25      |
| Dominique Sarron | Honda    |        | 4       |
| Stefano Caracchi | Aprilia  |        | 28      |
| Anselmo Lasaosa  | Yamaha   |        | 31      |
| Corrado Catalano | Aprilia  |        | 26      |
| Kevin Mitchell   | Yamaha   |        | 27      |
| Jorge Martínez   | JJ Cobas |        | 13      |
| Carlos Lavado    | Aprilia  |        | 12      |

### Non partiti
| Pilota        | Moto  | Motivo | Griglia |
| ------------- | ----- | ------ | ------- |
| Reinhold Roth | Honda |        | 7       |
| Alan Carter   | Honda |        | 21      |
| Jacques Cornu | Honda |        | 34      |

## Classe 125

### Arrivati al traguardo
| Pos. | Pilota              | Moto      | Tempo     | Griglia | Punti |
| ---- | ------------------- | --------- | --------- | ------- | ----- |
| 1    | Jorge Martínez      | JJ Cobas  | 43.06.406 | 3       | 20    |
| 2    | Stefan Prein        | Honda     | 43.06.416 | 3       | 17    |
| 3    | Fausto Gresini      | Honda     | 43.07.991 | 5       | 15    |
| 4    | Koji Takada         | Honda     | 43.18.904 | 4       | 13    |
| 5    | Steve Patrickson    | Honda     | 43.19.080 | 2       | 11    |
| 6    | Julián Miralles     | JJ Cobas  | 43.30.870 | 6       | 10    |
| 7    | Loris Capirossi     | Honda     | 43.37.306 | 17      | 9     |
| 8    | Manuel Hernández    | Honda     | 43.38.347 | 7       | 8     |
| 9    | Adi Stadler         | JJ Cobas  | 43.39.399 | 9       | 7     |
| 10   | Dirk Raudies        | Honda     | 49.39.409 | 11      | 6     |
| 11   | Maurizio Vitali     | Gazzaniga | 43.40.010 | 14      | 5     |
| 12   | Alfred Waibel       | Honda     | 43.40.387 | 19      | 4     |
| 13   | Hisashi Unemoto     | Honda     | 43.40.849 | 10      | 3     |
| 14   | Thierry Feuz        | Honda     | 43.42.153 | 13      | 2     |
| 15   | Robin Appleyard     | Honda     | 43.59.291 | 21      | 1     |
| 16   | Flemming Kistrup    | Honda     | 44.10.204 | 18      |       |
| 17   | José Ramón Miralles | JJ Cobas  | 44.11.067 | 30      |       |
| 18   | Antonio Sánchez     | JJ Cobas  | 44.21.743 | 27      |       |
| 19   | Mike Leitner        | Honda     | 44.23.640 | 16      |       |
| 20   | Hervé Duffard       | Honda     | 44.23.886 | 25      |       |
| 21   | Hans Koopman        | Honda     | 44.29.856 | 32      |       |
| 22   | Johnny Wickström    | Honda     | 44.35.320 | 24      |       |
| 23   | Jos van Dongen      | Honda     | 44.35.621 | 20      |       |
| 24   | Alessandro Gramigni | Aprilia   | 44.41.064 | 31      |       |
| 25   | José Saez           | Honda     | 44.42.100 | 36      |       |
| 26   | Herri Torrontegui   | Honda     | 45.11.057 | 35      |       |

### Ritirati
| Pilota            | Moto    | Motivo | Griglia |
| ----------------- | ------- | ------ | ------- |
| Stefan Dörflinger | Aprilia |        | 33      |
| Bruno Casanova    | Aprilia |        | 23      |
| Stefan Kurfiss    | Honda   |        | 26      |
| Robin Milton      | Honda   |        | 34      |
| Ralf Waldmann     | Rotax   |        | 15      |
| Heinz Lüthi       | Honda   |        | 12      |
| Doriano Romboni   | Honda   |        | 8       |
| Hubert Abold      | Rotax   |        | 22      |
| Allan Scott       | Honda   |        | 28      |

### Non partiti
| Pilota          | Moto    | Motivo | Griglia |
| --------------- | ------- | ------ | ------- |
| Gabriele Debbia | Aprilia |        | 29      |
| Hans Spaan      | Honda   |        |         |

### Non qualificati
| Pilota             | Moto      |
| ------------------ | --------- |
| Stuart Edwards     | Honda     |
| Manuel Herreros    | JJ Cobas  |
| Peter Galvin       | Honda     |
| José Luis Rabadán  | Honda     |
| Luis-Miguel Reyes  | Gazzaniga |
| Javier Arumi       | Honda     |
| Bert Smit          | Honda     |
| Joaquin Alos       | Honda     |
| Jaime Mariano      | Casal     |
| Josef Fischer      | Rotax     |
| Jean-Claude Selini | Honda     |
| Fernando Gonzales  | Honda     |
| Mike Stief         | Rotax     |
| Stefan Brägger     | Aprilia   |
| Heinz Paschen      | Aprilia   |
| Paolo Priori       | Grossi    |

## Classe sidecar
In questo GP il pilota svizzero Markus Bösiger porta al debutto il primo sidecar a motore turbo della storia del motomondiale, un LCR spinto da un propulsore Swissauto 250cc Turbo a 4 tempi. Non riesce però a qualificarsi per la gara.
La vittoria è dei britannici Steve Webster-Tony Hewitt davanti ad Alain Michel-Simon Birchall; terzo posto per Rolf Biland-Kurt Waltisperg, costretti a rimontare dopo una brutta partenza. Problemi di gomme condizionano la gara di Egbert Streuer-Geral de Haas, quinti, e dei fratelli Egloff, settimi.
In classifica Michel e Webster sono appaiati in testa a 37 punti, davanti a Egloff a 22.

### Arrivati al traguardo (posizioni a punti)[5]
| Pos | Pilota             | Passeggero       | Moto           | Tempo     | Punti |
| --- | ------------------ | ---------------- | -------------- | --------- | ----- |
| 1   | Steve Webster      | Gavin Simmons    | LCR-Krauser    | 42'11"072 | 20    |
| 2   | Alain Michel       | Simon Birchall   | LCR-Krauser    | +4"306    | 17    |
| 3   | Rolf Biland        | Kurt Waltisperg  | LCR-Krauser    | +14"503   | 15    |
| 4   | Yoshisada Kumagaya | Brian Houghton   | Windle-JPX     | +46"581   | 13    |
| 5   | Egbert Streuer     | Geral de Haas    | LCR-Yamaha     | +51"466   | 11    |
| 6   | Paul Güdel         | Charly Güdel     | LCR-Yamaha     | +52"574   | 10    |
| 7   | Markus Egloff      | Urs Egloff       | SMS-Yamaha     | +53"194   | 9     |
| 8   | Fritz Stölzle      | Hubert Stölzle   | LCR-Krauser    |           | 8     |
| 9   | Barry Brindley     | Julian Tailford  | LCR-Yamaha     |           | 7     |
| 10  | Derek Jones        | Peter Brown      | LCR-Yamaha     |           | 6     |
| 11  | Theo van Kempen    | Jan Kuyt         | LCR-Krauser    |           | 5     |
| 12  | Tony Wyssen        | Kilian Wyssen    | LCR-Krauser    |           | 4     |
| 13  | Tony Baker         | Trevor Hopkinson | LCR-Yamaha     |           | 3     |
| 14  | Masato Kumano      | Eckart Rösinger  | LCR-TEC        |           | 2     |
| 15  | Billy Gällros      | Mikael Melander  | Streuer-Yamaha |           | 1     |